# Kristus z Litovle
Kristus z Litovle je devoční pozdně gotická socha jejíž vznik se klade do 2. desetiletí 16. století. Socha má v ramenou klouby, které umožňovaly měnit polohu paží. Po většinu roku představovala Krista na kříži, Během velikonočních svátků mohla být z kříže sňata a uložena do Božího hrobu.

## Historie
Socha byla objevena v depozitáři litovelské farnosti; poprvé je zmíněna v publikaci Umělecké památky Moravy v roce 1998. Vybavení kaple svatého Jiří bylo tehdy uskladněno v kostele svatého Jakuba a Filipa. Socha byla ve špatném stavu a její pohyblové ramenní klouby byly zpevněny látkovou bandáží a paže upevněny k tělu dřevěnými čepy, takže představovala již pouze Krista uloženého v hrobě. V roce 2007 zapůjčila litovelská farnost sochu Muzeu umění Olomouc. Po podrobném restaurátorském průzkumu bylo v letech 2007–2010 provedeno restaurování sochy. Socha byla očištěna od nečistot a přemaleb až na původní polychromii. Byly rovněž odstraněny druhotné bandáže na ramenních kloubech. Poškození vlastních kloubů ale neumožnilo obnovit jejich funkčnost.
Socha byla po restaurování uložena v nice v jižní stěně kaple svatého Jiří v Litovli. Dále byla krátkodobě vystavena na výstavách:
- 2011 - Victimae Paschali laudes - velikonoční liturgie a výtvarné umění, Olomouc, Muzeum umění Olomouc - Arcidiecézní muzeum Olomouc, 20. dubna - 21. srpna 2011.[4]
- 2017 - V oplatce jsi všecek tajně, Olomouc, Muzeum umění Olomouc - Arcidiecézní muzeum Olomouc, 23. březen – 10. září 2017. Kurátoři výstavy: Michaela Ottová, Libor Šturc, Helena Zápalková. Výstava bude reprízována v Západočeské galerii v Plzni (20. 10. 2017 – 4. 2. 2018) a ve Strahovském klášteře v Praze (15. 3. 2018. – 20. 5. 2018)[5][6]

## Popis
Socha je 115 cm vysoká, zhotovená z jednoho kusu lipového dřeva, s výjimkou pohyblivých částí. Je plně plastická a plně polychromovaná. Provedení je řemeslně dovedné (detaily tváře, prstů), ale forma těla zde ustupije funkci. Řezba je pokryta křídovým podkladem, na který je nanesena barevná vrstva. Pleť je velmi světlého tónu. Na ní vynikají černě vykreslené žíly a rudé stopy vytékající krve. Bederní rouška je bílá se zlacenými okraji. Vlasy mají černohnědou barvu a trnová koruna na nich je malachitově zelená.
Pravděpodobná doba vzniku díla - druhé desetiletí 16. století - byla určena porovnáním s podobnými plastikami:
- Kristus z františkánského kláštera v Tachově (asi 1520)
- Kristus ze sakristie kostela svatého Michala archanděla v Olomouci
- Ukřižovaný z kostela svatého Mořice v Olomouci

Řezbáři olomoucké dílny byli pravděpodobně ovlivněni dílem Veita Stosse.
Socha nese drobná poškození: chybí oba palce u nohou a jeden prst levé nohy. Pozdější přemalby také odpovídají změně funkce plastiky. Po upevnění rukou a používání sochy jako Krista uloženého v hrobě byly oči přemalovány jako zavřené.

## Účel sochy

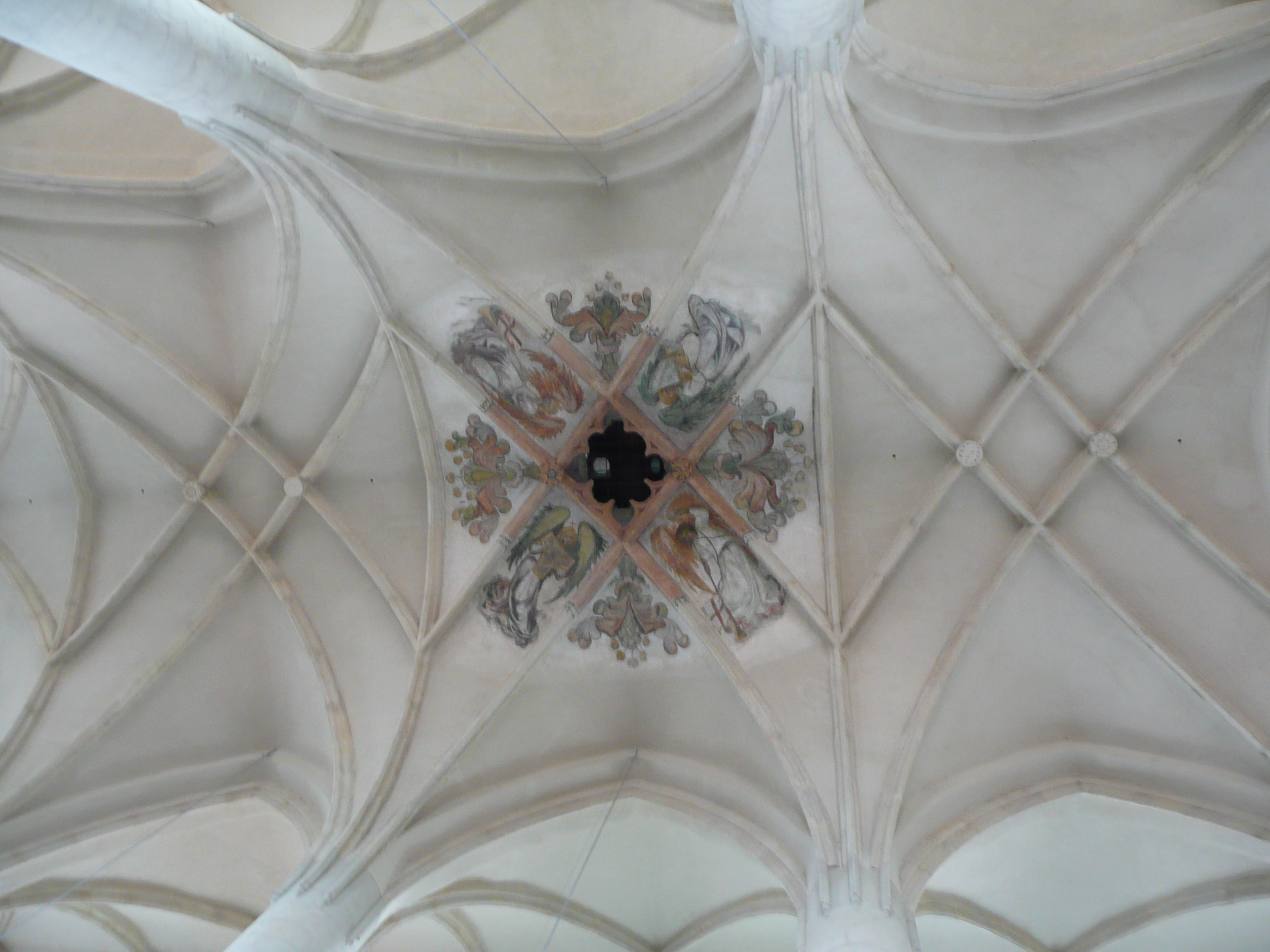
Dutý svorník v kostele svatého Mikuláše ve Znojmě.

Sochy tohoto typu byly používány během velikonočních pobožností Ukřižování (Adoratio crucis), Ukládání do hrobu (Depositio), Zmrtvýchvstání (Elevatio crucis) a Navštívení hrobu (Visitatio sepulchri). Pro tento druh plastik uvádí Aleš Mudra označení výtvarná díla, používaná při liturgii o svátcích nebo liturgické sochy. Socha Krista byla většinu roku umístěna na kříži. Na Veliký pátek byla z kříže sňata, zabalena do plátna a uložena do Božího hrobu. Ten míval různé podoby, počínaje maketou jeruzalémského božího hrobu a konče symbolickou nikou v kostele či kapli (to byl pravděpodobně i případ Krista z Litovle, který býval uložen v nice v kapli svatého Jiří). Takový obřad je doložen koncem 15. století v Olomouci. V některých případech bylo součástí liturgie i Nanebevzetí (Imago ascensionis), kdy byla socha Kista pomocí lan vyzdvižena do výše a protažena klenbou skrze dutý svorník.
Tyto sochy byly vytvářeny pro konkrétní liturgické svátky a konkrétní místo. Takové obřady byly v pozdějších obdobích (husitství, reformace, období po Tridentském koncilu, doba osvícenství, sekularizace společnosti ve 20.  století) považovány za modloslužebné a tyto sochy byly ničeny.

### Podobné sochy
- kolem 1350: Kristus z kláštera karmelitek na Hradčanech v Praze
- konec 14. století: Kristus z Boletic
- 1480–1490: Kristus z Medlova u Uničova

### Možné souvislosti
Michaela Ottová a Helena Zápalková ve své stati Ukřižovaný Kristus s pohyblivými pažemi z Litovle uvádějí hypotézu, že socha může souviset s dalšími dvěma plastikami z Litovle: Pannou Marií Bolestnou a Janem Evangelistou, které byly od roku 1893 uloženy v Litovelském městském muzeu a dnes jsou uloženy ve sbírkách Vlastivědného muzea v Olomouci. Vzhledem k velmi podobnému způsobu zpracování plastik a také vzhledem k podobné výšce postav (110–120 cm) je pravděpodobné, že tyto tři plastiky tvořily scénu Ukřižování na břevnu triumfálního oblouku v kostele svatého Marka.

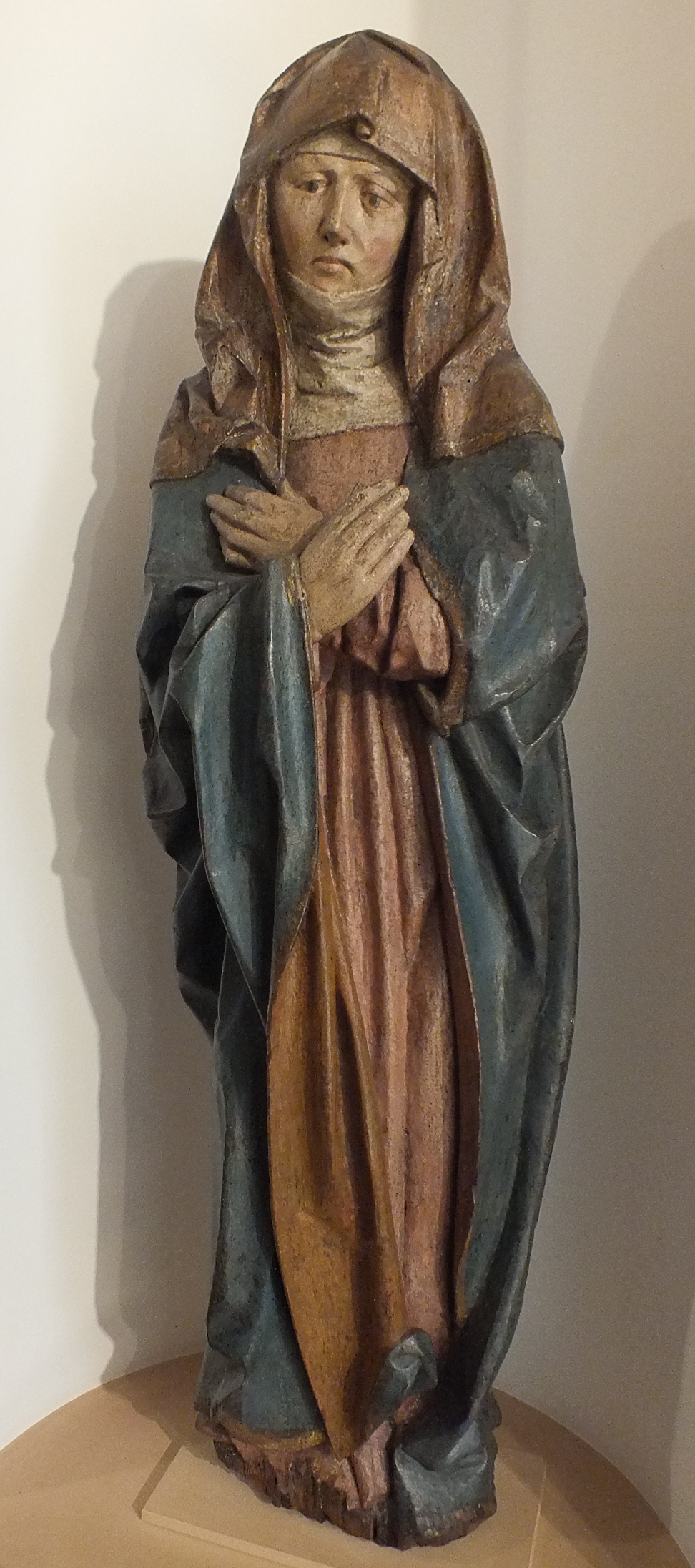
Panna Marie Bolestná z kostela sv. Marka v Litovli
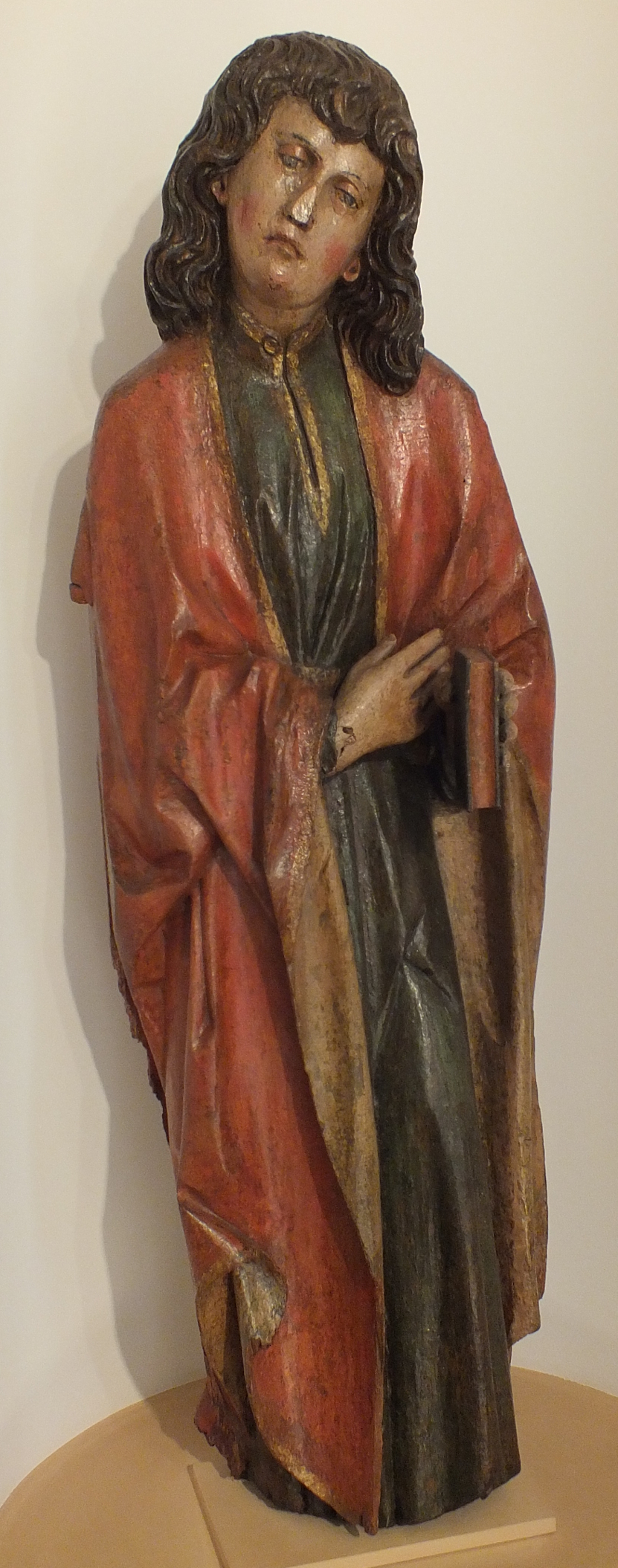
Svatý Jan Evangelista z kostela sv. Marka v Litovli